# Aristolochia navicularis
Aristolochia navicularis är en piprankeväxtart som beskrevs av E. Nardi. Aristolochia navicularis ingår i släktet piprankor, och familjen piprankeväxter. Inga underarter finns listade i Catalogue of Life.